# Play It Loud
Play It Loud — второй студийный альбом британской рок-группы Slade (и первый их под данным именем - предыдущий был выпущен, когда группа называлась Ambrose Slade). Выпущен 28 ноября 1970 года под лейблом "Polydor", но не попал в чарты.

## История создания
После того, как дебютный альбом Beginnings не смог добиться коммерческого успеха, новый менеджер группы Чес Чандлер начал обдумывать следующий возможный шаг. Идеей стала попытка написать собственный материал и сменить имидж. По предложению Чандлера, группа стала экспериментировать с образом скинхедов, чтобы вызвать интерес новой публики. И гитарист Дэйв Хилл, и басист Джим Ли были шокированы новым имиджем, но группа согласилась попробовать эту идею.
Одновременно с новым имиджем Амброуз Слейд изменили свое название на "The Slade", которое было использовано на их сингле "Wild Winds Are Blowing", выпущенном в октябре 1969 года. Сингл стал очередным коммерческим провалом. 
В марте 1970 года вышел следующий сингл группы, "Shape of Things to Come", но он также не попал в чарты. В результате Чендлер перевёл Slade с Fontana на Polydor Records, полагая, что более известный лейбл повысит продажи. Группа продолжала записывать песни для следующего альбома, а Чендлер взял на себя ответственность за продюсирование группы. Группа сама написала большую часть материала для альбома.
В сентябре 1970 года песня "Know Who You Are" была выпущена в качестве дебютного сингла группы на Polydor. Снова столкнувшись с провалом, Slade решили отказаться от имиджа скинхедов.
Коммерческий успех принёс сингл 1971 года "Get Down and Get with It". В беседе с Classic Rock в 2005 году вокалист Нодди Холдер вспоминал: 
"Нас много критиковали за то, что мы были группой скинхедов, поэтому постепенно мы изменились. Мы заменили Doc Martens на ботинки на платформе. Мы стали более яркими, а потом все пошло наперекосяк - Дэйв Супериоб со своими скафандрами и все остальные. Было очень смешно".
Позже, в 1973 году, альбом достиг коммерческого успеха в Канаде после того, как был выпущен там компанией Polydor, достигнув 40-го места. В интервью 1975 года Холдер сказал:
"На самом деле, Play It Loud сначала ничего не сделал. Когда он вышел, у нас еще не было ни хитовых записей, ни успеха, а он продался совсем немного. Он разошелся тиражом около десяти тысяч копий, что-то около того. Но с годами, за последние четыре года, когда у нас появились хиты, он все равно продавался медленно, медленно, и примерно две недели назад он достиг серебряного альбома".

## Оценки критиков
После выхода альбома, британское издание New Musical Express охарактеризовало его как "агрессивный", добавив: 
"Такова, похоже, музыка и вокал Slade, хотя они с большим мастерством варьируют громкость, временами затихая, а затем делая громче и крича на слушателя. Вокалист склонен кричать слишком много, но, возможно, в этом и заключается привлекательность группы."

В 1991 году журнал Q отметил, что альбом, последовавший за Beginnings, представил звучание с "более жестким грувом". По мнению журнала, это "лучше всего иллюстрирует" "The Shape of Things to Come". Они заключили:
"Этот трек по-прежнему звучит захватывающе и воинственно, но остальным не хватает настоящего огня".

AllMusic считал, что альбом, наряду с "Beginnings", был "более серьезным", чем их будущий материал. Они заключили: "В целом, хороший альбом, не считая того, чем они прославились". В рецензии на выпущенный в 2006 году Salvo альбом Beginnings и Play It Loud вместе взятые, AllMusic также назвал их "двумя превосходными" и "недооцененными" альбомами. В рецензии добавлялось, что оба альбома представляют группу "в тот момент, когда она пыталась осознать свой собственный талант".

## Список композиций
1. «Raven» (Holder/Lea/Powell) — 2:37
2. «See Us Here» (Holder/Lea/Powell) — 3:12
3. «Dapple Rose» (Lea/Powell) — 3:31
4. «Could I» (Griffin/Royer) — 2:45
5. «One Way Hotel» (Holder/Lea/Powell) — 2:40
6. «The Shape of Things to Come» (Mann/Weil) не попал в чарты — 2:18
7. «Know Who You Are» (Holder/Lea/Hill/Powell) не попал в чарты — 2:54
8. «I Remember» (Holder/Lea/Hill/Powell) — 2:56
9. «Pouk Hill» (Holder/Lea/Powell) — 2:24
10. «Angelina» (Innes) — 2:50
11. «Dirty Joker» (Lea/Powell) — 3:27
12. «Sweet Box» (Lea/Powell) — 3:25

Выпуск во Франции и Германии
1. «Coz I Luv You»
2. «Raven»
3. «Could I»
4. «I Remember»
5. «One Way Hotel»
6. «Know Who You Are»
7. «Get Down And Get With It»
8. «Angelina»
9. «Pouk Hill»
10. «Dirty Joker»
11. «See Us Here»
12. «Sweet Box»

## Участники записи
- Нодди Холдер — вокал, ритм-гитара
- Дэйв Хилл — гитара
- Джим Ли — бас-гитара, скрипка
- Дон Пауэлл — барабаны

Производство
- Час Чандлер — продюсер
- Джордж Чкианц — звукоинженер
- Антон Мэтьюз — смешивание инженер
- Геред Манковитц — фотография
- Hamish and Gustav — обложка